# Robby Naish

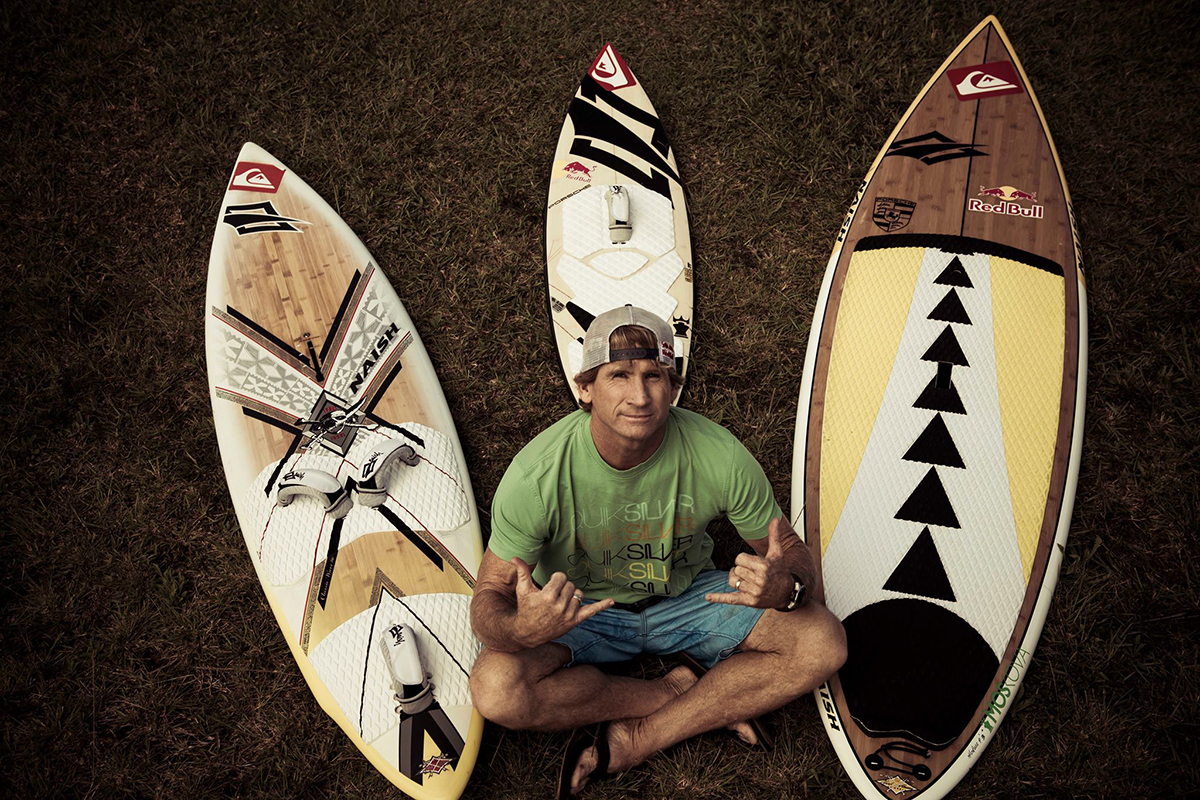

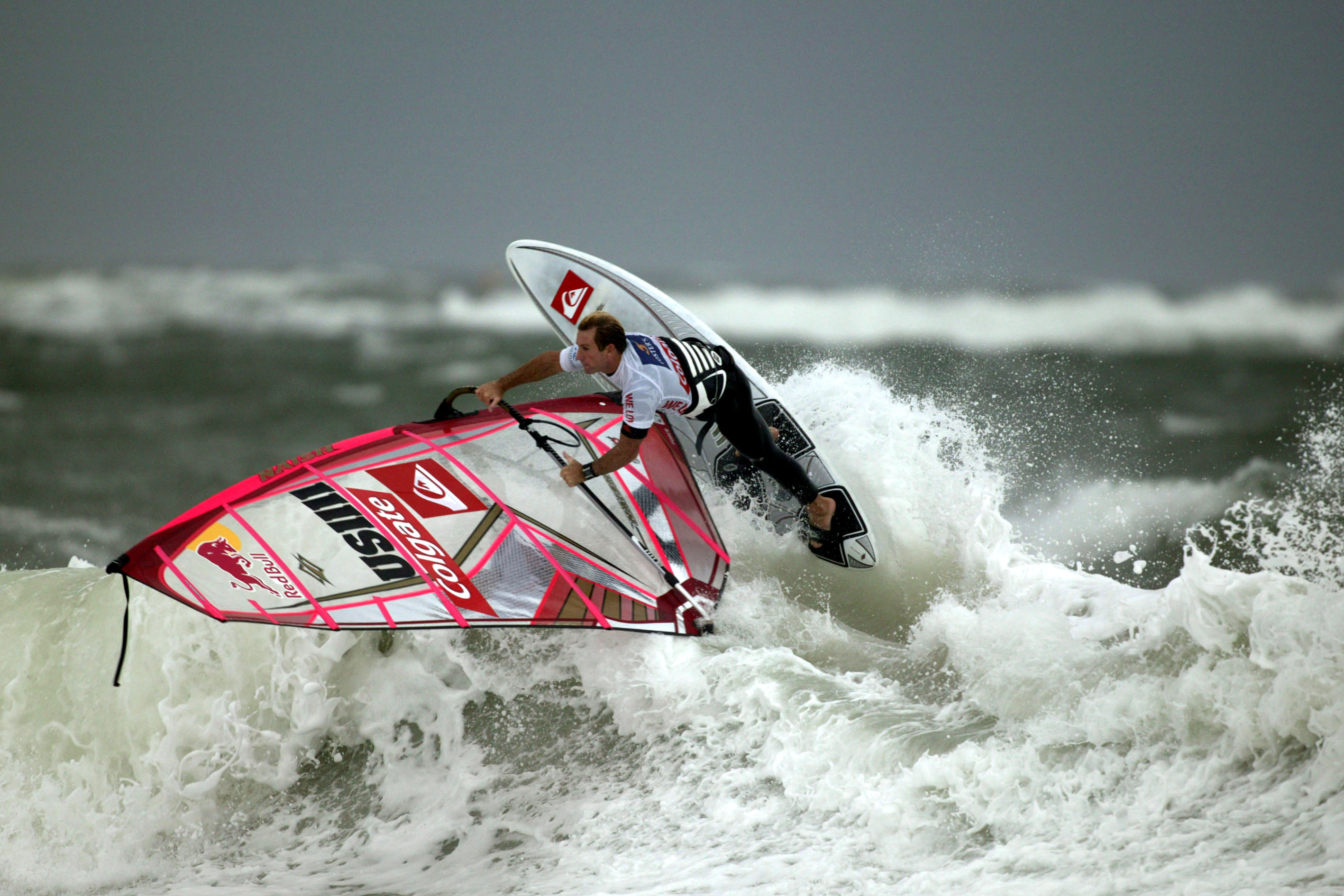
Robby Naish (Windsurf World Cup Sylt 2006)

Robby Naish (geboren als Robert Staunton Naish (23 april 1963, La Jolla, Californië) is een Amerikaans windsurfer, kitesurfer, golfsurfer en wingsurfer (en foiler). Hij is een van de bekendste namen in zijn sporten.
Al op jonge leeftijd wist Naish vele windsurfwedstrijden te winnen, en staat hij op eenzame hoogte. Op jonge leeftijd verhuisde hij met zijn vader (wedstrijdsurfer en surfboard maker Rick Naish) en familie naar het Hawaïaanse eiland Oahu. Daar begint hij op 11-jarige leeftijd met de nieuwe sport, windsurfen. Kort daarna, in 1976, wint hij zijn eerste Wereldkampioenschap, hij is dan pas 13 jaar oud. Hij versloeg gemakkelijk vele oudere windsurfers, met veel meer ervaring.
Zijn merk Naish is tevens een van de bekendste kitesurf- en windsurf- en wingsurfmerken.
In 1998 werd Robby Naish wereldkampioen kitesurfen op het onderdeel slalom. In het jaar daarop won hij ook het onderdeel freestyle.